# نصرالله میرزا افشار
نصرالله میرزا افشار یا مرتضی‌قلی میرزا افشار (زاده: ۱۱۰۳ ه‍.خ) شاهزادهٔ ایرانی دومین پسر نادرشاه افشار بود. نام وی بعد نقش وی در پیروزی در نبرد کرنال از مرتضی‌قلی به نصرالله تغییر یافت. او در این نبرد خود را به عنوان یک رهبر نظامی مستعد نشان داد و فرماندهی بخشی از ارتش ایران را به عهده داشت، که منجر به شکست قوای سعادت خان در این نبرد شد.

## کودکی
نصرالله میرزا فرزند دوم نادرشاه و مادرش دومین دختر باباعلی بیک کوسه احمدلو افشار بود. به نقل از محمدکاظم مروی نام اصلی او مرتضی‌قلی بوده‌است. نصرالله میرزا در زمان تاجگذاری نادرشاه حضور داشت.

## جوانی
نادرشاه پس از تاجگذاری برادرش را به عنوان حاکم آذربایجان گمارد و نصرالله میرزا را با دوازده هزار نیرو مأمور سرکوب کردهای ایزدی کرد. نصرالله میرزا پس از انجام این مأموریت در نزدیکی قزوین به اردوی پادشاه پیوست.
نصرالله میرزا همراه مؤمن خان مروی مأمور سرکوب شورش غوریان و قلعهٔ ضحاک شد و به آن سمت رفت. در فتح این قلعه که در میان کوهستان و دارای حصار بلندی بود؛ لشکر همراه نصرالله دچار مشکلات فراوانی شد و تا مرز شکست پیش رفت اما با پایداری نصرالله میرزا پیروزی نصیب قوای افشار شد. همچنین ابراهیم هزاره که از جملهٔ شورشیان بود، توسط او سرکوب شد.
در سال ۱۱۵۱ ه‍.ق قبل از حرکت نادر شاه به هند رضاقلی میرزا به نیابت سلطنت انتخاب و نصرالله هم مفتخر به دریافت جقهٔ شاهی شد.
پس از بازگشت نادر شاه از سفر جنگی هند، وی به رضاقلی میرزا بدگمان شد و همچنین فرمان رضاقلی میرزا برای کشتن شاه تهماسب دوم و خانواده‌اش را نکوهید. نادر شاه رضاقلی میرزا را از نیابت سلطنت برکنار کرد و پسر دومش نصرالله میرزا را بدین مقام برگمارد.